# Keratoconus
Keratoconul este o boală de ochi⁠(d) care progresează lent, în care corneea cu formă inițială normală rotundă (partea exterioară clară, frontală a ochiului) se subțiaza și începe să se bombeze în formă de con. Această formă de con este neregulată și modifică refracția razelor luminoase care intră în ochi. Deoarece corneea este responsabilă pentru refractarea celei mai mari părți a luminii care intră în ochi, o cornee bombată deci neregulată va cauza formarea de imagini neclare.
Vederea încețoșată cauzată de keratocon (mai ales în stadiile sale târzii) este diferită de imaginea neclară cauzată de alte vicii de refracție⁠(d) precum miopia sau hipermetropia. În etapele avansate ale keratoconului, corectarea refracției cu ochelari sau lentile de contact, poate fi dificilă și chiar imposibil de realizat.
Keratoconul poate apărea la unul sau ambii ochi și adesea începe în timpul adolescenței unei persoane sau după împlinirea vârstei de douăzeci de ani. Boala apare la aproximativ 1 persoană din 1000.

## Evoluție
În primele etape de keratocon, boala poate provoca ceață și viziune distorsionată. Oameni cu keratocon pot, de asemenea, începe să observe o sensibilitate crescută la lumină. Este comun pentru aceste simptome să apară la adolescenți și după împlinirea vârstei de 20 de ani. Keratoconul poate evolua în ani sau chiar zeci de ani și apoi încetinește sau se stabilizează. Debutul timpuriu al keratoconului indică că boala va fi mai gravă. Este de asemenea posibil  fiecare ochi să fie afectat în mod diferit.